# 山形和美
山形 和美（やまがた かずみ、男性、1934年3月19日 - 2019年5月21日）は、日本の文学研究者、翻訳家。筑波大学名誉教授。専門は、近代イギリス文学、日本・欧米比較文学及び文学理論、日本近代キリスト教文学。

## 経歴
出生から修学期
1934年、山口県で生まれた。1957年、西南学院大学文学部を卒業。東京教育大学大学院文学研究科（英文学専攻）に進学し、1959年に修士課程を修了。博士課程に進学したが、中途退学。
英文学者として
1959年、母校の西南学院大学短期大学部助手に採用された。1960年より同大学文学部専任講師。1963年に専修大学法学部専任講師となり、1967年に助教授、後に教授昇格。1973年、フェリス女学院大学文学部助教授に転じ、後に教授昇格。1979年からは筑波大学現代語・現代文化学系教授、文芸言語研究科教授。文部省の在外研修制度により、1984年から1年間イギリスのケンブリッジ大学ウルフソン・コレッジに在籍して研究に従事した。1997年に筑波大学を定年退官し、名誉教授となった。その後は清泉女子大学文学部教授として教鞭をとった。のち恵泉女学園大学人文学部教授、鶴見大学文学部教授、聖学院大学アメリカ・ヨーロッパ文化学研究科教授も務めた。
1994年、学位論文『グレアム・グリーンの文学世界：異国からの旅人』を筑波大学に提出して文学博士号を取得。学界では、日本キリスト教文学会を創設し、会長を務めた。
2019年5月21日、肺炎のため栃木県那須塩原市で死去。85歳没。
所属学会
- オリンピア学士院会員（ヴィチェンツァ、イタリア、1976 - ）

- 日本英文学会理事
- 日本T・S・エリオット協会役員
- 日本C・S・ルイス協会
- 日本グレアム・グリーン協会会長
- 日本キリスト教文学会会長

## 受賞・栄典
- 2013年：瑞宝中綬章を受章[4][5]。

## 家族・親族
- 娘：山形由美はフルート奏者[6]。

## 著作

### 著書
- 『岩のつぶやき：現代キリスト教徒文学論』笠間書院 1973
- 『G・グリーン：呪縛と幻視』冬樹社 1977
- 『現代文学の軌跡：想像力と変容』中教出版 1980
- 『開かれた言葉：文学空間の亀裂』彩流社 1992
- 『グレアム・グリーンの文学世界 - 異国からの旅人』研究社出版 1993
- 『日本文学の形相：ロゴスとポイエマ』彩流社 1994
- 『言語空間の崇高性：ロゴスへの意志』彩流社 1999
- 『G・ K・チェスタトン』清水書院 2000
- 『文学の境界域：情と知の対峙』彩流社 2002
- 『メドゥーサからムーサへ 文学批評の布置』彩流社 2004
- 『グレアム・グリーン入門 特異な人間性と迫力に満ちた文学世界』彩流社 2010

### 著作全集
- 『山形和美全集』(全14巻)（彩流社, オンデマンド版 2008

本書は2009年5月に日本キリスト教文学会特別賞を受賞した
1. 第1卷『岩のつぶやき』
2. 第2卷『T・S・エリオット（一)』
3. 第3卷『T・S・エリオット（二)』
4. 第4卷『グレアム・グリーン（一）グレアム・グリーンの文学世界』
5. 第5卷『グレアム・グリーン（二）グレアム・グリーンの文学世界』
6. 第6卷『グレアム・グリーン（三）グリーンの単行論集』
7. 第7卷『シルキン』と『チェスタトン』
8. 第8卷『C・S・ルイス（一）』
9. 第9卷『C・S・ルイス（二）』
10. 第10卷『現代批評の況位』
11. 第11卷『文学の衰退と再生』
12. 第12卷『現代日本文学』
13. 第13卷『文学-その内と外』
14. 第14卷『講演集』

### 共編著
- 『小説の語り』（岡本靖正, 岩元巌共編、朝日出版社） 1974
- 『小説の時間』（岩元巌, 岡本靖正共編、朝日出版社） 1975
- 『小説の空間』（岡本靖正, 岩元巌共編、朝日出版社） 1976
- 『C・S・ルイスの世界』（こびあん書房） 1983
- 『英語名句事典』（大修館書店） 1986
- 『G・K・チェスタトンの世界』[改訂版]（研究社出版） 1986
- 『新しきミューズ - キリスト教文学の可能性』（新教出版社） 1987
- 『C・S・ルイス「ナルニア国年代記」読本』（竹野一雄共編、国研出版） 1988.9
- 『昭和文学60場面集 - 小説空間を読む - 居住編』（鈴村和成共編著、中教出版） 1990
- 『聖なるものと想像力』上・下（彩流社） 1994
- 『キリスト教文学事典』（教文館） 1994
- 『愛のモチーフ：イギリス文学の風景』（彩流社） 1995
- 『差異と同一化：ポストコロニアル文学試論集』（研究社出版） 1997
- 『遠藤周作：その文学世界』（国研出版） 1997
- 『夏目漱石事典』（平岡敏夫, 影山恒男共編、勉誠出版） 2000
- 『キリスト教辞典』（岩波書店） 2002
- 『グレアム・グリーン文学事典』（彩流社） 2004.9

2005年5月に第4回日本キリスト教文学会賞［研究・評論部門］を受賞した。

### 翻訳
- 『随筆選』G・K・チェスタトン著、評論社 1967
- 『新しい文芸批評の方法』C・S・ルイス著、評論社 1969
- 『T・S・エリオット』S・ハイマン著、共訳、大修館書店 1974
- 『秘義の発生 - 物語解釈をめぐって』フランク・カーモード著、ヨルダン社 1982
- 『色とりどりの国』G・K・チェスタトン著、尾崎安共訳、教文館 1987
- 『誰がモーセを殺したか：現代文学理論におけるラビ的解釈の出現』ハンデルマン著、法政大学出版局 1987

第25回日本翻訳文化賞を受賞
- 『古代ギリシア人』M・I・フィンレー著、法政大学出版局 1989
- 『聖書の文学』L・ライケン（英語版）著、監訳、すぐ書房 1990
- 『聖なる真理の破壊：旧約から現代にいたる文学と信』ハロルド・ブルーム著、法政大学出版局 1990
- 『始まりの現象：意図と方法』エドワード・サイード著、小林昌夫共訳、法政大学出版局） 1992
- 『重大なる疑問：懐疑的省察録』E・シャルガフ著、監訳、法政大学出版局 1992
- 『読みの快楽』R・オールター（英語版）著、共訳、法政大学出版局 1994
- 『英語迷信・俗信事典』オウピー（英語版）他、監訳、大修館書店 1994
- 『トム&ヴィヴ：詩人の妻』マイケル・ヘイスティングズ著、彩流社 1995
- 『世界・テキスト・批評家』サイード著、法政大学出版局 1995
- 『ヨブ記 I』マシュー・ヘンリー著、すぐ書房 1995
- 『理論の意味作用』テリー・イーグルトン著、法政大学出版局 1997
- 『C・S・ルイス著作集 第4巻』すぐ書房 1997
- 『ロマン主義のレトリック』ポール・ド・マン著、岩坪友子共訳、法政大学出版局 1998
- 『グレアム・グリーン伝：内なる人間』マイクル・シェルデン（英語版）著、早川書房 1998
- 『C・S・ルイス文学案内事典』W・フーパー（英語版）著、監訳、小野功生ほか訳、彩流社） 1998
- 『キリスト教名句名言事典』小塩節・濱崎史朗共編訳、教文館 1998
- 『ニュー・ミメーシス：シェイクスピアと現実描写』A・D・ナトール著（英語版）著、山下孝子共訳、法政大学出版局 1999
- 『力に満ちた言葉』ノースロップ・フライ著、法政大学出版局 2001

2002年5月、第1回日本キリスト教文学会賞［翻訳部門］受賞を受章。
- 『シェイクスピアと聖書』S・マークス著、日本基督教団出版局 2001
- 『廃棄された宇宙像：中世・ルネッサンスへのプロレゴーメナ』C・S・ルイス著、監訳、小野功生・永田康昭訳、八坂書房 2003
- 『象徴主義の文学運動 完訳』アーサー・シモンズ著、平凡社ライブラリー 2006
- 『T・S・エリオット』クレイグ・レイン（英語版）著、彩流社 2008
- 『神学と文学』T・R・ライト著、聖学院大学出版会 2009
- 『オリンピア劇場への誘い』（レーモ・スキアー、ヴォアカデミア・オリンピカ、ヴィチェンツァ、イタリア） 2010
- 『グレアム・グリーンと第三の女』ウィリアム・キャッシュ著、彩流社 2010
- 『マリア・クロス 現代カトリック系作家の想像力作用のパターン』ドナト・オドンネル（英語版）著、彩流社 2011
- 『なぜ書くか：エリザベス・ボウエン / グレアム・グリーン / V・S・プリチェット（英語版）の往復書簡集』彩流社 2012